# Judo
Judo hay Nhu đạo (柔道 (Nhu đạo) Jūdō) là một môn võ thuật của người Nhật Bản do võ sư đồng thời là giáo sư môn thể chất Kano Jigoro sáng lập ra vào năm 1882 trên nền tảng môn võ cổ truyền Nhu thuật (柔術 jūjutsu). Jū (nhu) có nghĩa là "mềm dẻo, khéo léo, uyển chuyển"; dō (đạo) là "con đường", nghĩa chuyển là "nghệ thuật". Với mục đích "lấy nhu thắng cương", Jūjutsu là một môn võ chiến đấu với những đòn như bẻ tay, bẻ cổ,... dễ gây tổn thương cho võ sinh, nên Kano đã bỏ bớt các yếu tố bạo lực đó và làm cho Judo mang tinh thần thể thao nhiều hơn. Môn Jūdō không dùng binh khí mà các đòn tấn công chủ yếu là quật ngã, đè, siết cổ và khóa tay, chân. Các đòn chém và đâm dùng bàn tay và bàn chân cũng như vũ khí phòng thủ là một phần của Judo, nhưng chỉ trong các bài "hình" sắp xếp trước (kata, 形) và không được phép trong các cuộc thi Judo hoặc tập luyện (randori, 乱取り). Một vận động viên Judo được gọi là một Jūdō-ka (柔道家 (Nhu đạo gia)). Judo là hình thức đấu vật áo khoác được thi đấu quốc tế nhất trên thế giới hiện nay.

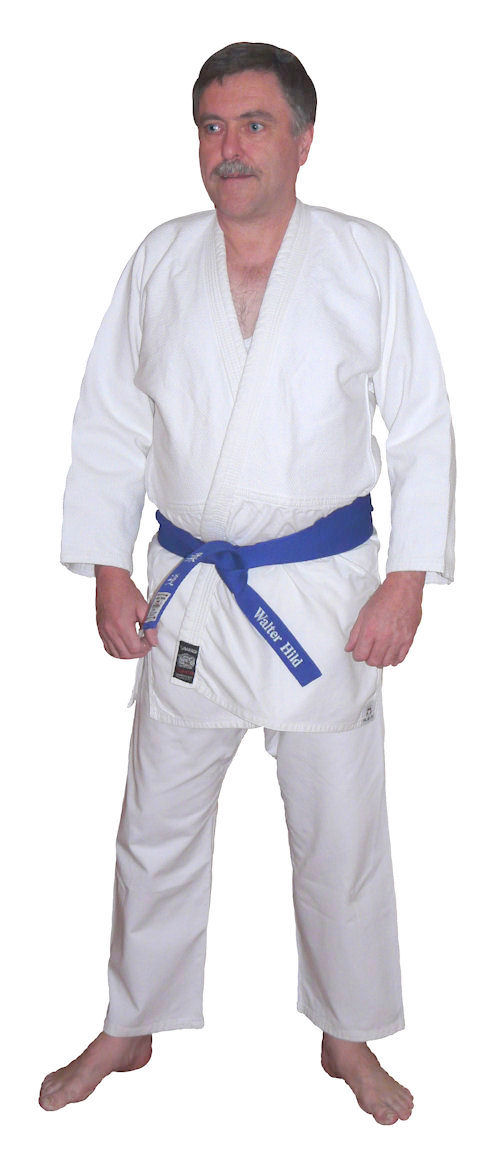
Jūdō (Nhu đạo) viết bằng Kanji (chữ Hán)

Đây là môn võ tương tự Thái cực quyền với phương châm "lấy nhu thắng cương", "tá lực đả lực" (mượn sức đánh sức), "tứ lạng bát thiên cân" (bốn lạng đẩy ngàn cân) v.v. Ứng dụng chủ yếu vào việc tự vệ bản thân, rèn luyện sức khỏe, độ khéo léo và tinh thần.
Jūdō nhanh chóng được chính phủ Nhật Bản xem như quốc võ và phổ biến trên khắp thế giới và có mặt tại Olympic tại Tokyo vào năm 1964. Đến năm 1988, Jūdō nữ được đưa vào thi đấu chính thức trong Olympic. Năm 1956, Liên đoàn Judo Quốc tế (IJF) được thành lập. Hiện nay IJF có 112 nước thành viên trong đó có Việt Nam.
Triết lý và phương pháp sư phạm tiếp theo được phát triển cho Judo đã trở thành mô hình cho các môn võ thuật Nhật Bản hiện đại khác được phát triển từ Koryu (古流, trường học truyền thống). Sự phổ biến trên toàn thế giới của Judo đã dẫn đến sự phát triển của một số nhánh như Sambo và Brazil jiu-jitsu.

## 10 điều tâm niệm của Jūdō
Đây là 10 điều tâm niệm mà mỗi võ sinh Jūdō phải thuộc lòng:
1. Tôn trọng kỉ luật, nội quy nhà trường.
2. Kính thầy yêu bạn, bênh vực người yếu đuối.
3. Kính trọng các bạn trong môn phái võ nghệ khác.
4. Ngoài những trận đấu giao hữu, tuyệt nhiên không thách đấu với bất kì ai.
5. Thắng không kiêu, bại không nản, lúc nào cũng phải bình tĩnh.
6. Chỉ tự vệ trong trường hợp bị tấn công, luôn dung thứ người thất thế.
7. Luôn luôn tự rèn luyện để thân thể khỏe mạnh, tư tưởng ngay thẳng trong sạch khoan dung, tính nết nhẫn nhục, nhu hào và kiên trì.
8. Nghe lời nói tư lợi thì ngoảnh mặt đi, khi bàn việc công thì băng mình tới.
9. Thà chịu thiệt hại còn hơn làm điều hèn nhát, bất công.
10. Mục tiêu của võ sinh Jūdō là Nhân-Trí-Dũng

Người luyện môn Jūdō khi còn được học ở võ đường hay khi đã vào đời phải luôn luôn ghi nhớ những điều tam niệm để tu thân, hành xử việc đời và giúp ích cho xã hội.

## Đạo Trường Jūdō
Như mọi môn võ đạo khác của Nhật Bản (Karate, Aikido, Kendo,...), phòng tập Jūdō cũng gọi là Đạo Trường ( 道場 Dōjō). Từ này còn có ý nghĩa hướng dẫn kỹ thuật và lối sống của võ sinh Judo.
Đạo Trường là 1 căn phòng rộng rãi, sáng sủa và trang nghiêm. Sàn tập được phủ thảm Tatami, một loại thảm đặc biệt để khi ngã không đau.

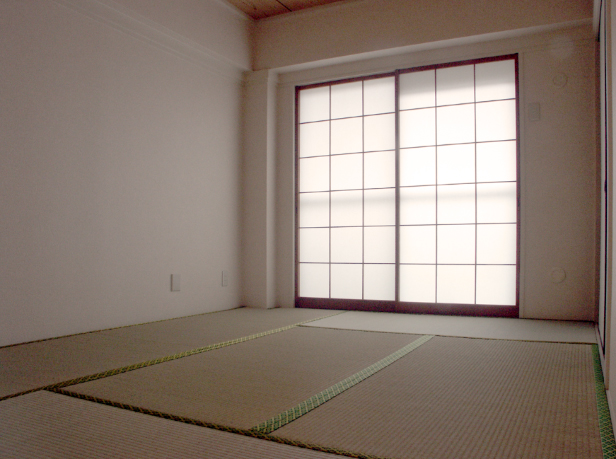
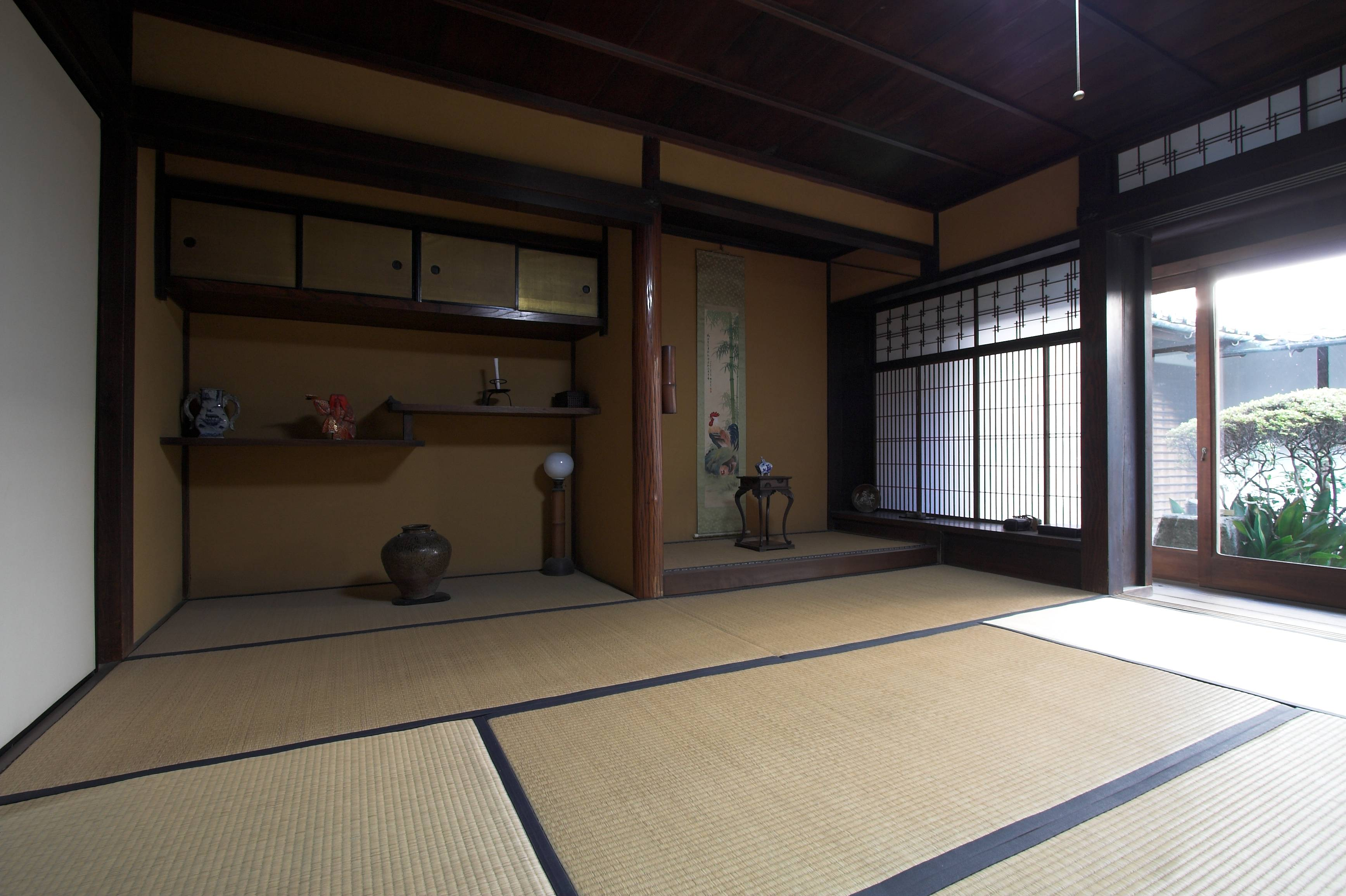
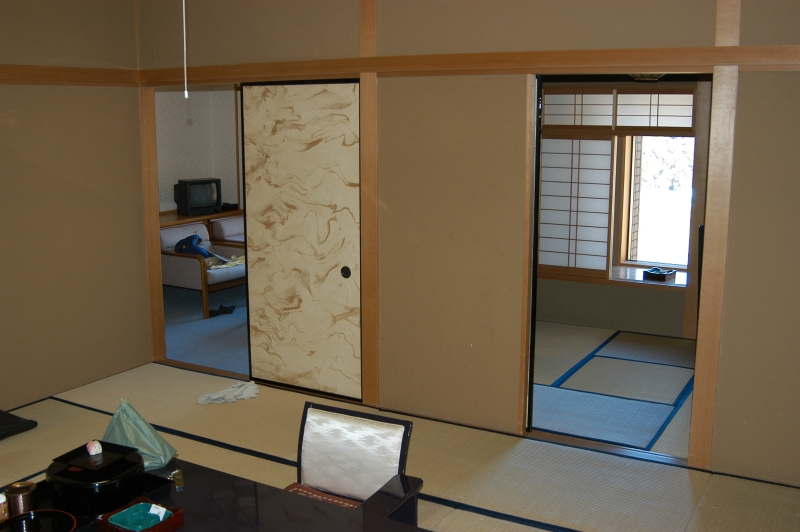
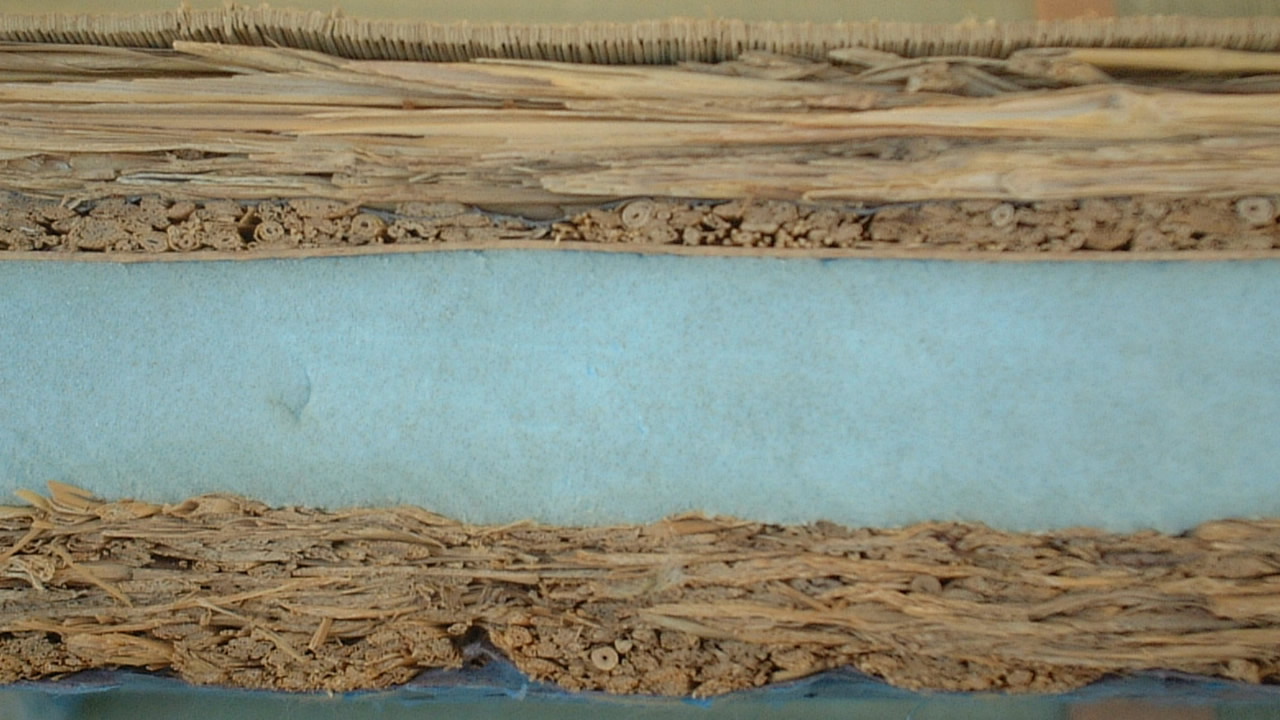

Trước khi vào Đạo Trường học viên phải thay võ phục sạch sẽ, đầu tóc gọn gàng, móng tay, móng chân cắt ngắn, không mang đồ trang sức, kim loại trên người. Bất cứ ai khi bước vào hoặc rời khỏi Đạo Trường phải cúi đầu chào theo nghi lễ Jūdō.

## Đẳng cấp
| Trắng    |
| Vàng     |
| Cam      |
| Xanh lục |
| Xanh lam |
| Nâu      |
| Đen      |

Đẳng cấp trong Jūdō thể hiện trình độ kỹ thuật và khả năng thi đấu của mỗi võ sĩ. Từ đai vàng đến đai nâu, cuộc thi đấu tổ chức ở phòng tập và do võ sư trực tiếp dạy mình thăng cấp cho.
Từ đai nâu đến đai đen võ sĩ phải thi đấu trước một hội đồng có uy tín. Việc thăng đẳng cấp này có quy định về quốc tế.
Đẳng cấp Jūdō được ấn định như sau:
- Cấp 6: Đai trắng
- Cấp 5: Đai vàng
- Cấp 4: Đai cam
- Cấp 3: Đai xanh lá cây
- Cấp 2: Đai xanh lam
- Cấp 1: Đai nâu

Từ 1 đẳng đến 5 đẳng đai đen thì có các vạch trắng.
Từ 6 đến 8 đẳng đai đoạn đỏ, đoạn trắng.
Từ 9 đẳng đến 10 đẳng đai màu đỏ.

## Võ phục

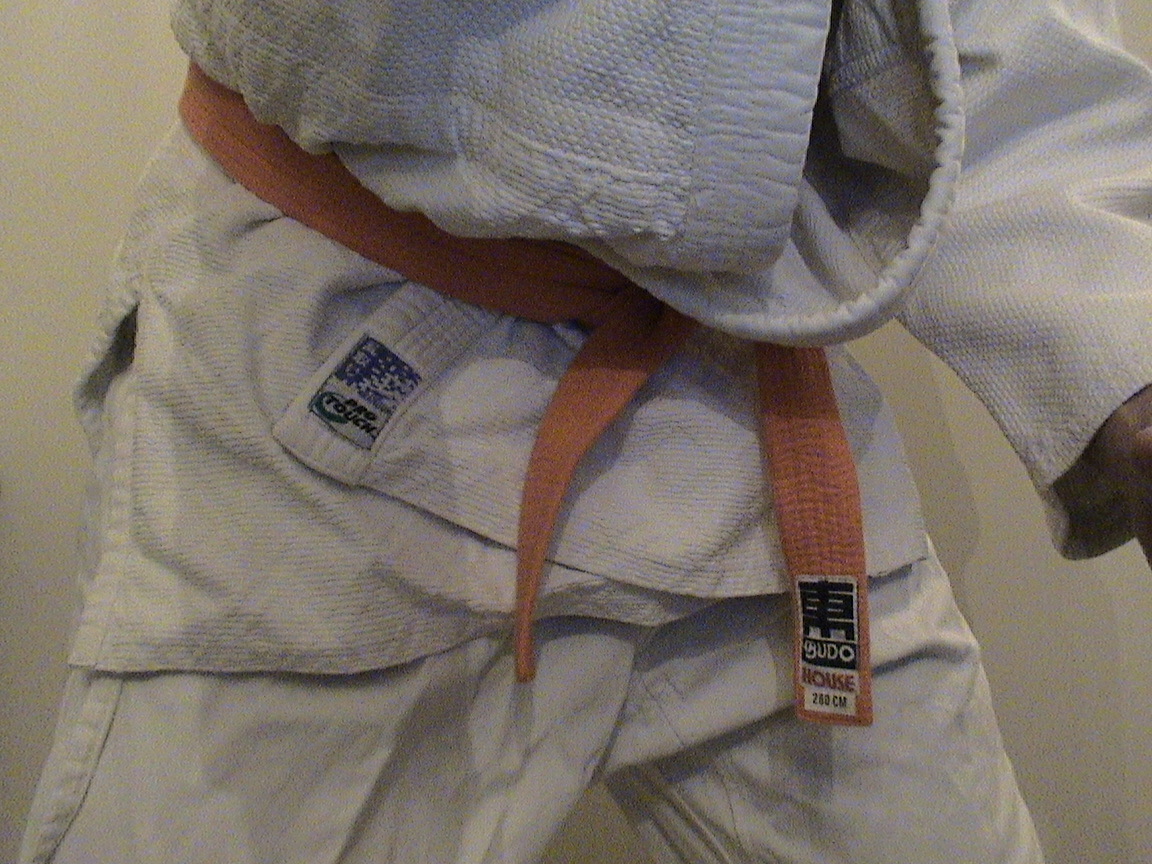
Judogi, võ phục Judo.

Võ phục Jūdō gọi là Jūdōgi (柔道衣, Nhu Đạo Y). Jūdōgi gồm 3 thứ: quần, áo và đai. Quần và áo màu trắng và màu xanh dương còn đai tùy theo đẳng cấp. Đai có chiều dài 2,5 mét.

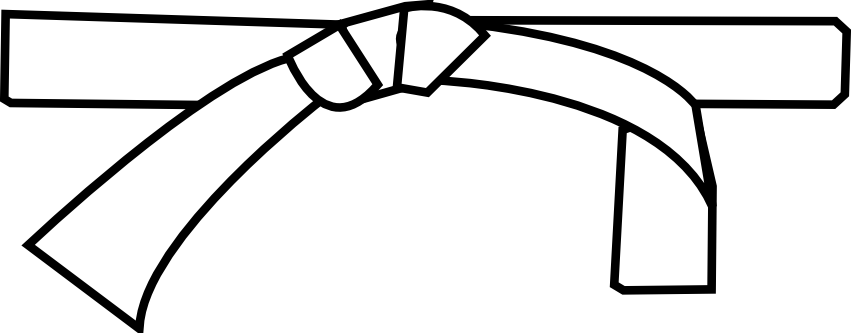
Đai trắng
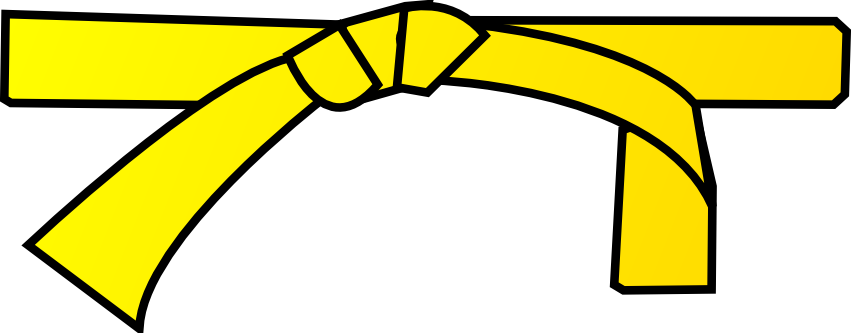
Đai vàng
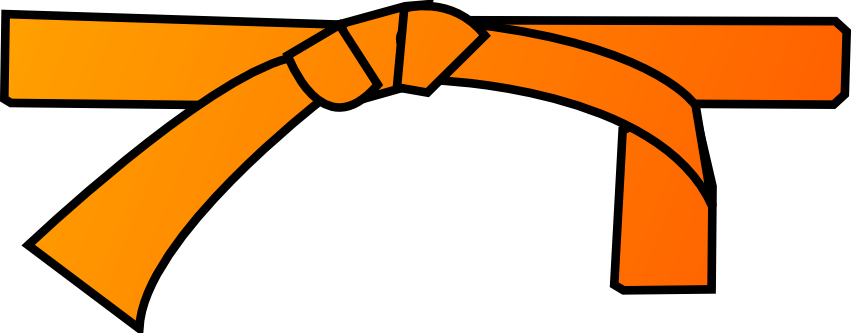
Đai da cam
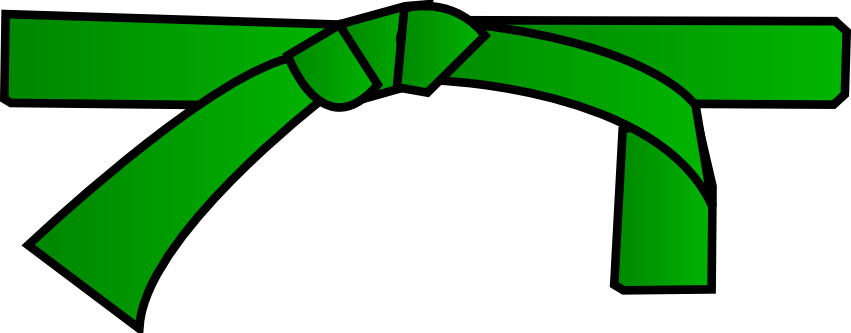
Đai xanh lá
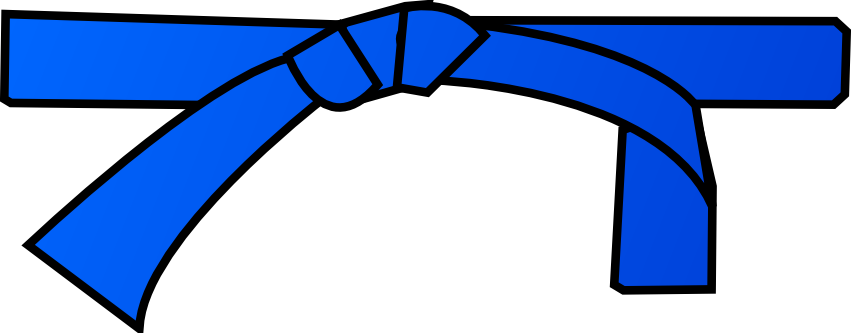
Đai xanh dương
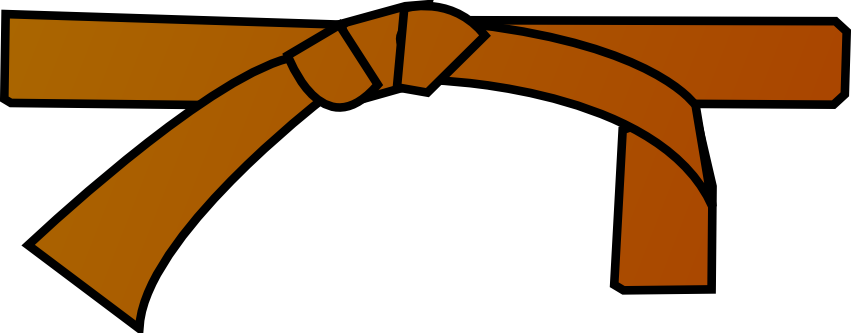
Đai nâu
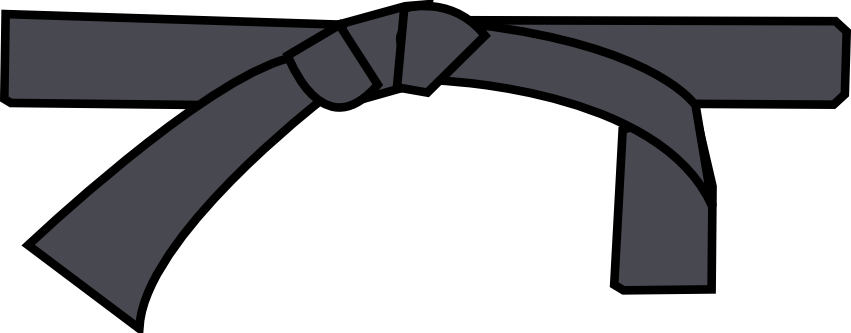
Đai đen
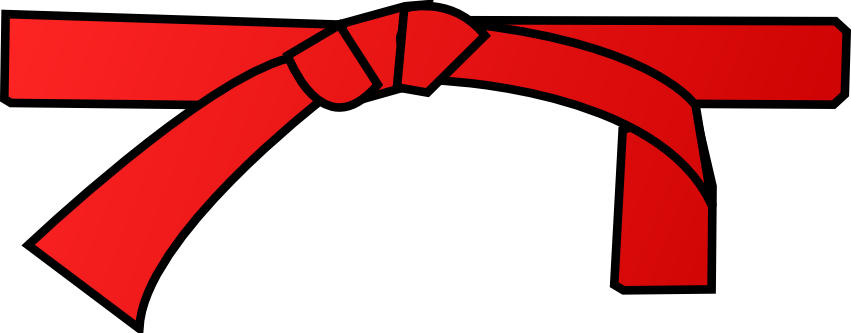
Đai đỏ

## Nghi thức chào

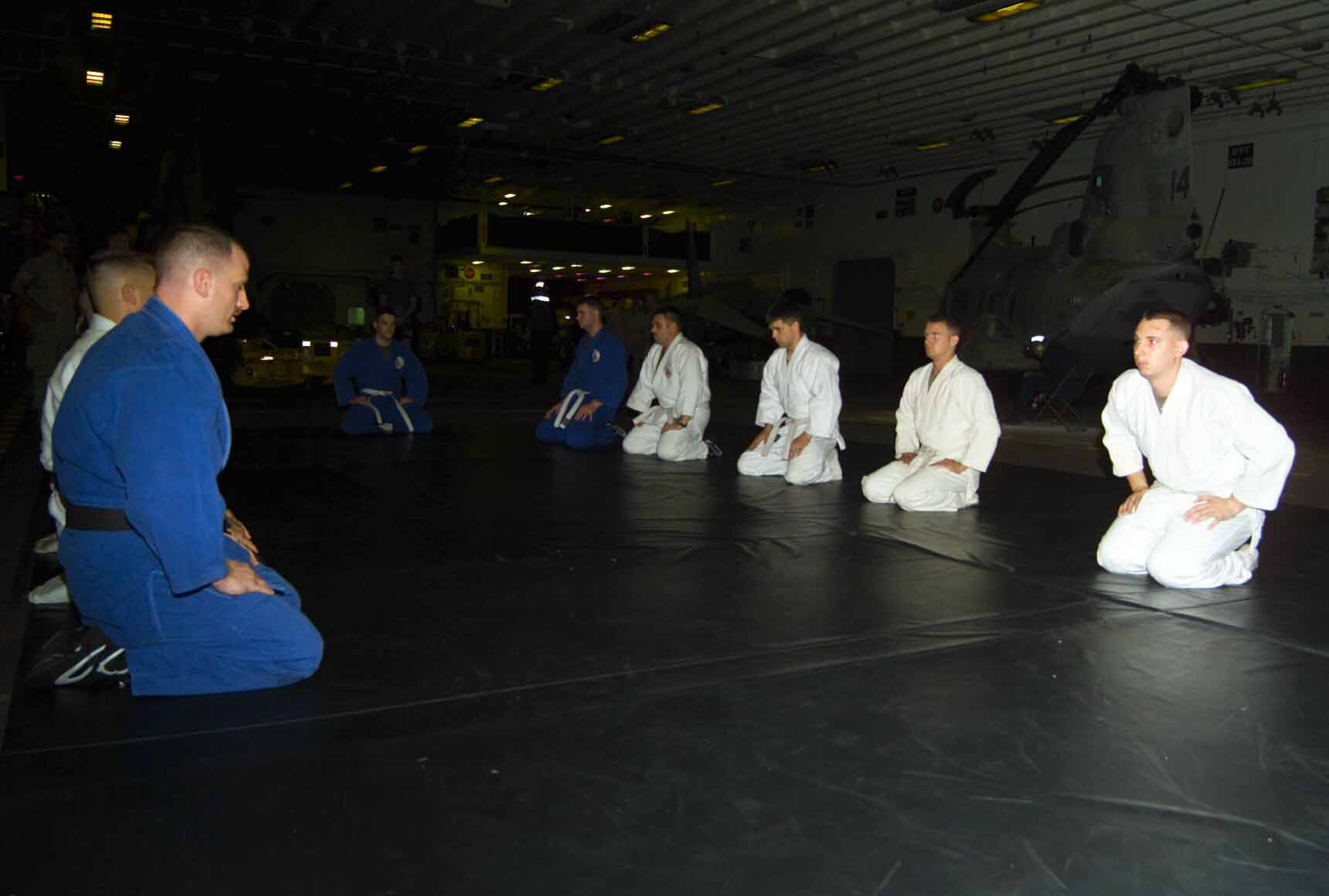
Nghi thức chào quỳ

Một buổi tập thường được bắt đầu và kết thúc bằng việc chào tổ sư và huấn luyện viên để tỏ lòng kính trọng (chào quỳ).
Trước và sau khi tập hoặc thi đấu với bạn cũng phải chào nhau (đứng chào).

## Đòn thế Jūdō
Đòn thế Judo - Jūdō-waza (柔道技 (Nhu đạo kỹ)) gồm có 2 phần chính: 

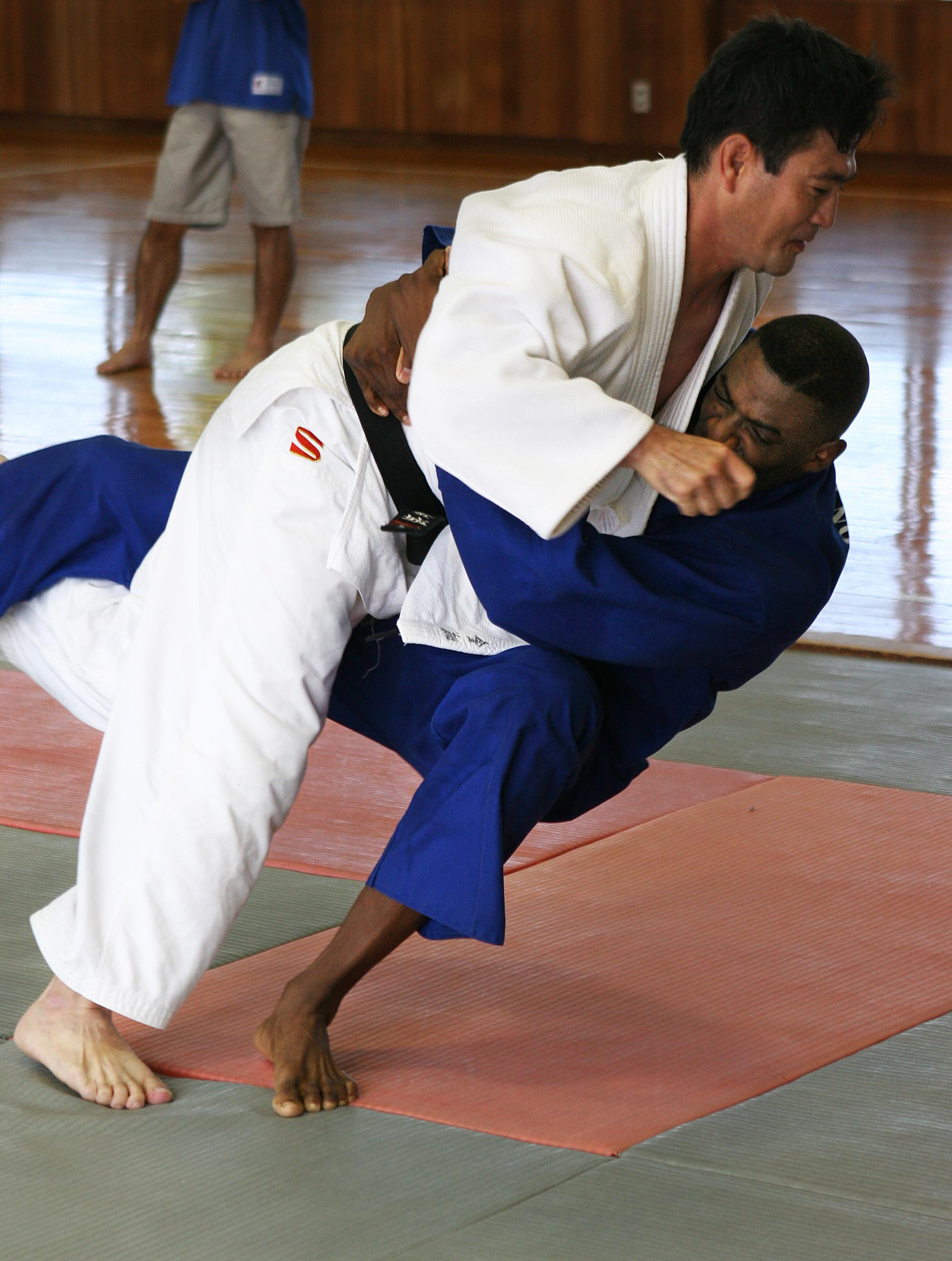
Ouchi gari- một đòn nổi tiếng của Judo

- Nhóm kỹ thuật quật (vật, ném, cuốn quật) - nage-waza (投げ技 (Đầu kỹ)?)
- Nhóm kỹ thuật khống chế/khoá siết - katame-waza (固技 (Cố kỹ)?)
- Nhóm kỹ thuật đánh bằng chân/tay/cơ thể - atemi-waza (当て身技 (Đương Thân kỹ)?)[4]

Judo được biết đến chủ yếu với nage-waza và katame-waza.

### Nage-waza
Trong các đòn ném Nage-waza (hay đòn vật, đòn quật) được chia ra thành 2 nhóm: nhóm đòn đứng và nhóm đòn hi sinh.
+ Trong nhóm đòn đứng (Ta'ichi-waza) có các bộ đòn:
- Nhóm đòn chân (Ashi-waza)
- Nhóm đòn hông (Koshi-waza)
- Nhóm đòn tay (Te-waza)

+ Trong nhóm đòn hi sinh (Sutemi-waza) có các bộ đòn:
- Nhóm đòn hi sinh ngã sau (Matsuemi-waza)
- Nhóm đòn hi sinh ngã nghiêng (Yokotsutemi-waza)

### Katame-waza
- Nhóm đòn đè (Osaekomi-waza)
- Nhóm đòn xiết cổ (Shime-waza)
- Nhóm đòn khoá bẻ khớp (Kansetsu-waza)

## Judo ở Việt Nam
Judo được truyền bá vào Việt Nam từ năm 1940, theo chân những người lính Nhật khi tiến vào Đông Dương và sự lan truyền của chính sách Đại Đông Á. Năm 1945, khi Nhật Bản đầu hàng quân Đồng Minh, bị giải giới và rút về nước, nhiểu sĩ quan và bình lính Nhật đã ở lại, chiến đấu trong phong trào giành độc lập của Việt Minh, trở thành những chiến sĩ "Việt Nam mới". Những chiến binh Nhật đã trở thành huấn luyện viên quân sự, kể cả võ thuật, truyền đạt những nền tảng võ thuật chiến đấu của Nhật Bản cho người Việt như Judo, Jujutsu, Kenjutsu và Karate. Trong số này có một sĩ quan trẻ trong Quân đội Đế quốc Nhật Bản tên là Suzuki Choji, lấy tên Việt là Phan Văn Phúc.
Sau Hiệp định Genève, 1954, ông Suzuki Choji - Phan Văn Phúc vẫn ở lại Việt Nam và về định cư tại Huế. Ông mở một võ đường nhỏ, lấy tên là Suzucho Karatedo Ryu Dojo Noen, dạy cả Judo và Karatedo, đến năm 1963 thì chuyển sang hẳn sang dạy karate.
Tại Sài Gòn, kể từ sau năm 1955, nhiều võ đường Judo do các võ sư người Pháp được thành lập, đào tạo nhiều võ sinh người Việt. Năm 1961, Học viện Judo Kodokan cử người sang Việt Nam tổ chức kỳ thi đai đen quốc tế tại Sài Gòn đầu tiên, do võ sư Yvert (người Pháp) làm chủ khảo cùng các giám khảo người Nhật, gồm cả các võ sinh Việt Nam và võ sinh nước ngoài đang tập tại Việt Nam. Trong kỳ thi này, hai võ sinh Huỳnh Văn Có và Hoàng Xuân Dần trở thành 2 võ sinh Việt Nam đầu tiên đạt chuẩn đai đen trong kỳ thi của Học viện Judo Kodokan.
Năm 1962, Thượng tọa Thích Tâm Giác, trụ trì chùa Vĩnh Nghiêm, vốn trong thời gian tu học ở Nhật Bản, từng thụ phong Huyền đai tam đẳng Judo Kodokan, cũng đã lập một võ đường nhu đạo ở Sài Gòn năm 1962. Võ đường này chính là tiền thân của Viện Nhu đạo Quang Trung thành lập năm 1964, bắt chước mô hình của Viện Nhu đạo Kodokan tại Tokyo. Với những hạt nhân từ trước, được tổ chức tốt và liên kết quốc tế, phong trào Judo nhanh chóng được người dân Nam Việt Nam yêu thích và tập luyện vì thích hợp với tố chất khéo léo của người Việt Nam. Võ sĩ Huỳnh Văn Có trở thành võ sĩ Judo Việt Nam đầu tiên giành được huy chương vàng SEAP Games (tiền thân của SEA Games) lần thứ 3 tại Kuala Lumpur (Malaysia) năm 1965.
Trước năm 1975, Judo cùng với Taekwondo là những môn võ thuật huấn luyện chính trong quân đội cũng như được tập luyện nhiều trong phong trào võ thuật tại miền Nam Việt Nam. Sau năm 1975, cũng như các bộ môn võ thuật khác, Judo trải qua một thời kỳ dài trầm lắng. Mãi đến đầu thập niên 1990, với sự cởi mở hơn của chính quyền, phong trào Judo mới phát triển trở lại. Trong những kì Sea Games, Judo đã mang về nhiều huy chương vàng cho thể thao Việt Nam tiêu biểu là Cao Ngọc Phương Trinh vô địch 3 kỳ Sea Games liên tiếp, 17, 18 và 19 và vận động viên Văn Ngọc Tú.